# Halesus radiatus
Halesus radiatus är en nattsländeart som först beskrevs av Curtis 1834.  Halesus radiatus ingår i släktet Halesus och familjen husmasknattsländor. Arten är reproducerande i Sverige. Inga underarter finns listade i Catalogue of Life.

## Bildgalleri

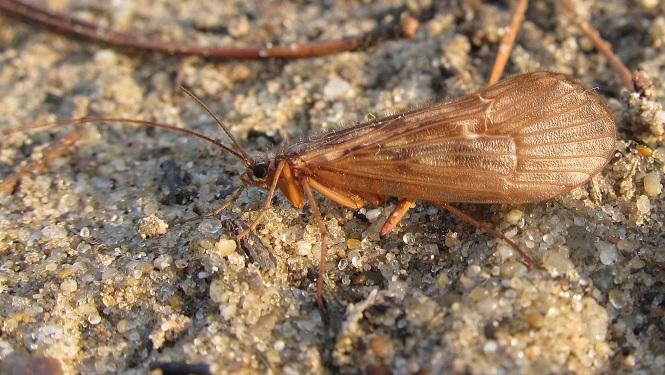